# Центральний тихоокеанський ураганний центр
Центральний тихоокеанський ураганний центр (англ. Central Pacific Hurricane Center, CPHC) — відділ Національної погодної служби уряду США та регіональний спеціалізований метеорологічний центр, що відповідає за відстеження тропічних циклонів в центральній і північній частині Тихого океану, за надання попереджень, порад та іншої інформації про тропічні циклони. Організація базується в Гонолулу, разом із гавайським відділом прогнозування погоди Національної погодної служби, на кампусі Гавайського університету в Маноа.